# Перший хлопець
Перший хлопець (рос. Первый парень) — радянський двосерійний телефільм 1986 року, знятий режисером Аркадієм Сіренком на кіностудії «Мосфільм».

## Сюжет
Молодий агроном Віктор Ножов приймає неординарне рішення — він йде з процвітаючого радгоспу і стає головою відсталого колгоспу в рідному селі.

## У ролях
- Борис Невзоров — Віктор Єгорович Ножов
- Світлана Рябова — Людмила, дружина Віктора
- Всеволод Санаєв — Іван Іванович, директор радгоспу
- Сергій Гармаш — Коля Губін, тракторист
- Микола Лавров — інструктор райкому
- Володимир Кашпур — Федір Капітонович Фомін
- Юрій Дубровін — Григорій Іванович
- Валерій Баринов — режисер
- Олександр Пашутін — Анатолій Сергійович, оператор
- Едуард Бочаров — Семен Петрович, бригадир
- Віра Альховська — мати Ножова
- Юрій Назаров — Павло Степанович, агроном
- Джамбул Худайбергенов — інженер
- Микола Волков — парторг
- Раїса Рязанова — завідувачка
- Володимир Богін — Станіслав Сергійович Молодцов, керівник студентського загону
- Андрій Гусєв — студент
- Сергій Столяров — студент
- Андрій Бубашкін — Барабанов, студент
- Тетяна Назарова — студентка
- Олександр Васютинський — студент
- А. Коровкін — студент
- Олена Андрєєва — студентка
- Валентин Брилєєв — бухгалтер
- А. Вертіхін — епізод
- Олексій Земський — епізод
- Владислав Демченко — студент
- Вадим Кириленко — студент
- Дмитро Ліпскеров — епізод
- Василь Маслаков — Яша, член знімальної групи
- Надія Матушкіна — жінка на поминках
- Микола Сморчков — майор
- Анатолій Скорякін — колгоспник
- Ольга Спіркіна — епізод
- Марія Скворцова — Олександра Тимофіївна
- Інна Тимофєєва — студентка
- Віктор Уральський — ланковий
- Олександра Харитонова — Любов Тимофіївна
- Сергій Юртайкін — відвідувач Фоміна
- Борис Юрченко — водій автобуса
- Жан Байжанбаєв — Юра
- Ірина Дітц — касирка
- Олександра Данилова — дружина Івана Івановича
- Валентина Ананьїна — доярка
- Микола Маліков — відвідувач Фоміна
- Галина Самохіна — секретарка

## Знімальна група
- Режисер — Аркадій Сіренко
- Сценаристи — Євген Григор'єв, Оскар Нікіч
- Оператор — Елізбар Караваєв
- Композитор — Євген Крилатов
- Художник — Леван Шенгелія